# Hodkovice (Zlatníky-Hodkovice)
Hodkovice je vesnice v okrese Praha-západ, je součástí obce Zlatníky-Hodkovice. Nachází se asi 1 km na sever od Zlatník-Hodkovic. Je zde evidováno 118 adres.

## Historie
První písemná zmínka o vesnici pochází z roku 1314.
Obec Hodkovice byla od zřízení obcí v roce 1850 samostatnou obcí v okrese Jílové, od roku 1869 byla osadou obce Břežany v okrese Karlín, v letech 1880–1910 osadou obce Dolní Břežany v okrese Královské Vinohrady, v letech 1921–1930 opět samostatnou obcí v okrese Jílové, v roce 1950 obcí v okrese Praha-východ, v letech 1961–1999 osadou obce Zlatníky v okrese Praha-západ. Od 1. února 1999 jde o část obce s názvem Zlatníky-Hodkovice.